# Charles Colson
Charles "Chuck" Wendell Colson (16. oktober 1931 – 21. april 2012) var en kristen leder, kulturkommentator og tidligere rådgiver for præsident Nixon fra 1969-73. Han var den første ud ad syv der fik fængselsstraf i forbindelse med Watergate-skandalen. Han afsonede syv måneder i fængsel af en straf på femten måneder i Maxwell Prison, Alabama. Han var den første, der afsonede en straf på baggrund af Watergate-skandalen.
Efter hans tid i fængsel grundlagde han interesseorganisationen Prison Fellowship, der arbejdede for indsattes rettigheder.

## Barndom og Ungdom
Charles Colson var født i Boston, Massachusetts. Han var søn af svenske og britiske indvandrere til USA.

## Tidlig karriere
Colson blev ansat i den amerikanske flåde i 1953, hvor han opnåede rangen Kaptajn.
I 1956 blev han ansat som administrativ assistent for den Republikanske Senator Leverett Saltonstall. Den stilling havde han indtil 1961, og han var med i den succesfulde valgkamp i 1960. I 1961 grundlagde han sit eget advokat-firma.

## I Nixon-administrationen
I 1968 blev Colson ansat af den republikanske præsident-kandidat Richard Nixon. Efter at denne blev valg, blev Colson udpeget til særlig rådgiver for nu Præsident Nixon.
Hans ansvar var for det meste at behandle kontakten til private Interesseorganisationer og arbejde med kommunikation.